# Marcomer
Marcomer (verksam i slutet av 300-talet) var en frankisk hertig (latin: dux). Gregorius av Tours omnämner honom i sin Historia Francorum tillsammans med hertigarna Genobaud och Sunno. Enligt Gregorius kallade dessa herrar knappast för kungar. De korsade floden Rhen och plundrade den romerska provinsen Germania och hotade Köln i slutet av kejsaren Magnus Maximus' regeringstid (omkring 388). De ska även ha varit ledare för de germanska stammarna chatterna och ampsivarierna. Marcomer kan vara föregångare till de legendariska Pharamond och Chlodio och därmed den kungliga dynastin merovingernas stamfader.